# عروس دریا
عروس دریا فیلمی به کارگردانی آرمان و نویسندگی آرمان، عباس پهلوان محصول سال ۱۳۴۴ است.

## خلاصه داستان
حبیب و مریم به هم علاقه دارند، و اکبر به مریم علاقه‌مند است و او را از پدرش رجب خواستگاری می‌کند.

## بازیگران
- آرمان
- فروزان
- ویگن
- بهروز وثوقی
- ایران دفتری
- منصور سپهرنیا
- ابراهیم طهماسبی
- هوشنگ اوج